# 工藤常史
工藤 常史（くどう つねのぶ、1954年3月2日 - ）は、日本の実業家。ホッカンホールディングス代表取締役社長。

## 略歴・人物
- 1954年（昭和29年）3月2日 北海道に生まれる
- 1977年（昭和52年）3月 神奈川大学 経済学部 貿易学科卒業
- 1977年（昭和52年）4月 北海製罐株式会社（現ホッカンホールディングス）入社
- 2000年（平成12年）6月 執行役員管理部長
- 2002年（平成14年）4月 執行役員管理本部長兼経理部長
- 2002年（平成14年）6月 取締役
- 2005年（平成17年）10月 常務取締役
- 2009年（平成21年）6月 専務取締役
- 2010年（平成22年）6月1日 ホッカンホールディングス代表取締役社長就任
- 2016年（平成28年）4月25日 業界首位の東洋製罐グループホールディングス（HD）との間で、2017年4月を目途に両社を経営統合する基本合意書を締結したと発表した[3][4]。